# Semi-deponentia
Een semi-deponens (mv: semi-deponentia) is een Latijns werkwoord dat alleen in de voltooide tijd (perfectum, plusquamperfectum en futurum exactum) een passieve vorm heeft, die je actief vertaalt. Bijvoorbeeld: audere = durven, audeo = ik durf, ausus sum = ik heb gedurfd.